# روکسال، جزیره وایت
روکسال (به انگلیسی: Wroxall) یک روستا و محله مدنی در بریتانیا است که در جزیره وایت واقع شده‌است. روکسال ۱٬۷۵۳ نفر جمعیت دارد.